# كرانك (فلم)
كرنك (بالإنجليزية: Crank) هو فيلم حركة وكوميديا سوداء تم إنتاجه عام 2006، كُتِب وأُخرِج من طرف مارك ناڤلدين وكذلك براين تايلور ثم جيسون ستاثام.
القصة تتحدث عن شخص يتعرض لمؤامرة في لوس أنجلوس يدعى شيف شيليوس، حيث يتعرض للتسمم عن طريق حقنة من مادة خطيرة، وبسببها يحب عليه الحفاظ على تدفق الأدرينالين بشكل ثابت حتى يحافظ على حياته. ولهذا يقوم بمجموعة من الطرق المختلفة حتى يحافظ على ثبات التدفق، من بينها تعاطي للمخدرات، وكذلك نشب عدة صراعات وقتالات مع أشخاص آخرين، وفي الوقت ذاته يحاول العثور على الشخص الذي سممه.
عنوان الفيلم مشتق من كلمة في اللغة العامية، لذلك هناك صعوبة في ترجمة العنوان لباقي اللغات.
بعد إصدار هذا الفيلم، تم إخراج جزء ثاني له باسم كرانك: مستوى عالي من الڤولطاج (بالإنجليزية: Crank: High Voltage) وذلك في سنة 2009.

## المؤامرة
شيف شايلوس الذي يلعب دوره جيسون ستاثام يعيش في مدينة لوس أنجلوس، يعمل لدى نقابة مجرمين برئاسة كارليتو.
شايلوس معاقب من طرف كارليتو لأنه قتل رئيس المافيا دون كيم، والذي كان عضوا مهما من بين ثلاثة أعضاء في تجارة كارليتو.
على أية حال، ريكي فيرونا لديه طموح صغير في أن يصبح عضوا في عالم الجريمة، لذلك فهو يستغل كل الفرص السانحة لكي يتآمر مع كارليتو ضد شاليوس.
فيرونا قرر قتل شاليوس وذلك بغرض الانتقام منه، ثم يأخد مكانه في عصابة كارليتو.
صبيحة اليوم التالي، والذي قُتل فيه الدون كيم، وبينما شاليوس نائم في غرفته، قام فيرونا وشقيقه أليكس وعدة أشخاص سياسيون ومن عالم الجريمة بحقن شاينوس بعقار أو مادة صناعية صينية، حيث تمنع تدفق الأدرينالين وكذلك تباطئ دقات القلب، وفي النهاية تقتل الضحية.
عندما يصحو شاليوسمن نومه العميق، يجد تسجيل تركه فيرونا يظهر فيه ما فعله به عندما كان نائما، لذلك يغضب كثيرا ثم يقوم بتحطيم شاشة تلفازه ويغادر المنزل.
شاليوس يهاتف أحد رجال المافيا والمسمى ب دوك ميلز، حيث يخبره هذا الأخير بأن ذلك العقار خطير جدا، وأن الوسيلة الوحيدة للنجاة منه هي الحفاظ على تباث ضخ الأدرينالين، وذلك من خلال الحماس والتعرض للمخاطر وما إلى ذلك، وأنه غير متأكد من وجود ترياق لمعالجة مثل هذه الحالات. لذلك يحاول شاليوس الحفاظ على ثبات الأدرينالين، من خلال تهوره وتعرضه لبعض المخاطر على غرار القتال مع بعض أفراد العصابات، إضافة إلى الأخد غير الشرعي أو بالأحرى سرقة كل من المخدرات وكذلك مادة صناعية تسمى إبينيفيرين، ثم القتال مع الشرطة، وسرقة الدراجة النارية لأحد أفرادهم، ثم يمارس الجنس مع صديقته إيفي، وكذلك يسوق سيارته نحو وبذاخل مركز للتسوق متسببا في ذلك بخسائر فادحة.
يزور شاليوس بعد ذلك زعيم العصابة كارليتو في منزله، ويطلب منه مساعدته في العثور على ترياق لمعالجة مشكلته، أو على أقل تقدير مساعدته في العثور على ريكي فيرونا كي ينتقم منه بقتله وقتل طاقمه كذلك. لكن زعيم العصابة يؤكد على عدم وجود ترياق مضاد، كما يؤكد على أن العلاقة التي تجمعه ب فيرونا مجرد أعمال لا غير.
كارليتو يخبر المريض بأنه سيستعمل وفاته ككبش فذاء للصينين، وهذا ما أغضب شاليوس بطبيعة الحال ليغادر منزل الزعيم في حالة غضب شديد. بعد ذلك يتصل بصديقه المخنث والمدعو ب كايلو الذي تمكن من العثور على أليكس شقيق فيرونا في مطعم ما، لكنه أخفق في استجوابه بخصوص مكان تواجد شقيقه قبل أن يقتله.
شاليوس يتكلم مع فيرونا من خلال هاتف شقيقه الذي قتله، وأخبره أنه مات، مما دفع ب ريكي إلى إرسال مجموعة من السفاحين والقتلة للانتقام من شاليوس من خلال أذية صديقته إيفي. لكنه أسرع إلى إنقاذها من خلال الوصول لها قبل سفاحين ريكي.
بعدما نجح في المهمة، فكر في التقاعد من عمله هذا وذلك لقضاء مزيد من الوقت مع صديقته.
كايلو ذلك الصديق المخنث، ثم اختطاقه من طرف رجال كارليتو، ثم ضغط عليه وأجبره على الاتصال ب شاليوس ... بعد ذلك ذهب هذا الأخير إلى هناك ليجد جثة صديقه وبعض أنصاره. ليفهم أن زعيم العصابة نظم هذه الخطة لقتله.
إيفي تبعت صديقها لتصل بشكل مفاجئ إلى المكان عينه، لكنها تهرب معه بعد سلسلة من إطلاق النار من طرف رجال العصابة. ذهبا بعد ذلك مباشرة إلى الطبيب ورجل العصابات دوك ميلز بحثا عن العلاج، لكن الدكتور فسر وشرح لهم أنه لا يستطيع إنقاذه.
بعدما تيقن أنه سيموت قريبا، رتب شاليوس للقاء مع فيكي في فندق معين، ثم ذهب إلى هناك وفعلا التقى به رفقة كل من كارليتو وباقي رجال العصابة، ثم أخرج الزعيم حقنة مملوءة بالسم الذي استعمله فيرونا في قتل شاليوس وحقن بها الدون كيم الذي لم يكن قد مات، بل فقط لفقت التهمة ل شاليوس ... ثم بعد ذلك تنشأ حرب بينهما تبادلا فيها إطلاق النار، فمات على إثرها كل رجال كيم وكذلك عصابة كارليتو، ليحاول هذا الأخير الهروب لكن شاليوس دبر له مصيدة حتى يقبض عليه. ثم قبل أن يتمكن شال من قتل كال قام خونة فيرونا بحقن شاليوس بالترياق، ليسقط بعد ذلك على الأرض، نفسه كارليتو خانه صديقه فيرونا بعدما أطلق عليه النار وقتله ثم هرب بواسطة طائرته الخاصة.
شاليوس حاول النهوض واستطاع فعلا ذلك، ثم تعلق بطائرة فيكي وتشاجرا معا. بعد كفاح طويل تمكن شال من سحب فيكي ورماه خارج المروحية. ثم اتصل بصديقته ليعتذر منها على عدم العودة.

## الممثلون
- جيسون ستاثام في دور شيف شاليوس
- إيمي سمارت في دور إيفي ليدون
- خوسيه بابلو كانتيلو في دور ريكي فيرونا
- كارلوس سانز في دور كارليتو
- دويت يوكام في دور دوك ميلز
- إفرين رامريز في دور كايلو
- كيون يونغ في دور دون كيم
- رينو ويلسون في دور أورلاندو

## الإنتاج
تم تصوير الفيلم في العديد من الأماكن في مدينة لوس أنجلوس، المخرجين مارك نافلدين وبراين تايلور اشتغل كلاهما في آلات التصوير «أ» و «ب».

## التسويق
المخرجين نافلدين وكذلك تايلور، فضلا عن الممثلان ستاتهام وراميريز، أخرجا هذه الكوميديا السوداء سنة 2006 في سان دييغو ب كاليفورنيا.
اللجنة التي رأت مقتطفا منه، وكذلك الفيديو الترويجي الخاص به ذكرت أنه يجب أن يكون بخاصية HD.
صناع الأفلام أيضا وضعوا موقعا شاملا على شبكة الأنترنيت من أجل الترويج للفيلم.

## الإصدار

### شباك التذاكر
إِفتُتِح عرض كرانك في 1 سبتمبر 2006 في أمريكا الشمالية في 2.515 مسرح. بلغ إجمالي الأرباح 365,457 $ في عطلة نهاية الأسبوع الافتتاحية وكان في المرتبة رقم 2 في شباك التذاكر، وراء فيلم الذي لا يقهر. وانتهى الفيلم بإجمالي 27,838,408 دولارًا محليًا و 15,092,633 دولارًا دوليًا بمبلغ إجمالي قدره 42,931,041 دولارًا على ميزانية إنتاج 12 مليون دولار.

### استجابة النقاد
قدم موقع تجميع آراء النقاد روتن توميتوز نسبة الفيلم 61٪ استنادًا إلى 92 تقييمًا من النقاد بمعدل متوسط قدره 6 من أصل 10، كما أن الفيلم حصل على 57 درجة من أصل 100 في على موقع ميتاكريتيك بناءً على 19 تعليقًا يشيرون إلى «مراجعات مختلطة أو متوسطة».

## وصلات خارجية
- مقالات تستعمل روابط فنية بلا صلة مع ويكي بيانات